# 文昌克
文昌克（韓語：문창극；1948年10月29日—），大韓民国新聞記者、原中央日報主编，現为首尔大学言論情報学科招聘教授，歷任韓国新聞放送編集者協会会長等职。2014年6月10日朴槿惠总统提名他为国务总理，6月24日他辞去总理提名资格。这是自世越号沉没事故後，除安大熙之外第二个放弃总理提名的人士。

## 来歴
1948年10月29日出生于忠清北道清州府（現在的清州市）。首尔高中、首爾大學政治系毕业後，1972年7月开始三年服役，1975年进入中央日報社当记者，历任驻华盛顿特派員（1991年）、政治部部長（1995年）、政治事务副局长、美洲局局長（1999～2001年）、评论主管（2003～2006年）、主编（2006年）、评论委员等职务。。此外还兼任首爾大学媒体信息系教授等职务。。2008年至2013年末的6年期间担任基金理事長。2013年任高丽大学媒体系客座教授、首尔大学媒体信息系客座教授。
2014年6月10日，韩国总统朴槿惠提名文昌克为新任总理，次日KBS电视台独家报道他2011年在首尔市瑞草区良才洞的教会礼拜上发表：“日本殖民韩国是上帝的旨意，因为韩国朝鲜王朝没有什么进步，非常倦怠，因此上帝给了韩国这个惩罚。”“韩朝分裂等痛苦的历史时期，这一切也是上帝的安排。”等言论。国务总理室当天对此表示，报道截取了演讲的部分内容，没有表达出演讲主题。且这是他从事新闻工作时针对宗教信徒进行的演讲，因此具有“特殊性”。12日文昌克表示不考虑就这一言论道歉。文昌克的这些言论激起了韩国上下的强烈批评，舆论认为，身为总理候选人，文昌克在历史观问题上出现严重的错误。
6月24日，文昌克在位于首尔的韩国政府办公楼举行记者会，宣布放弃提名资格，但对政界和媒体要求其放弃提名资格表示不满。